# K.u.k. Ulanenregiment „Erzherzog Franz Ferdinand“ Nr. 7

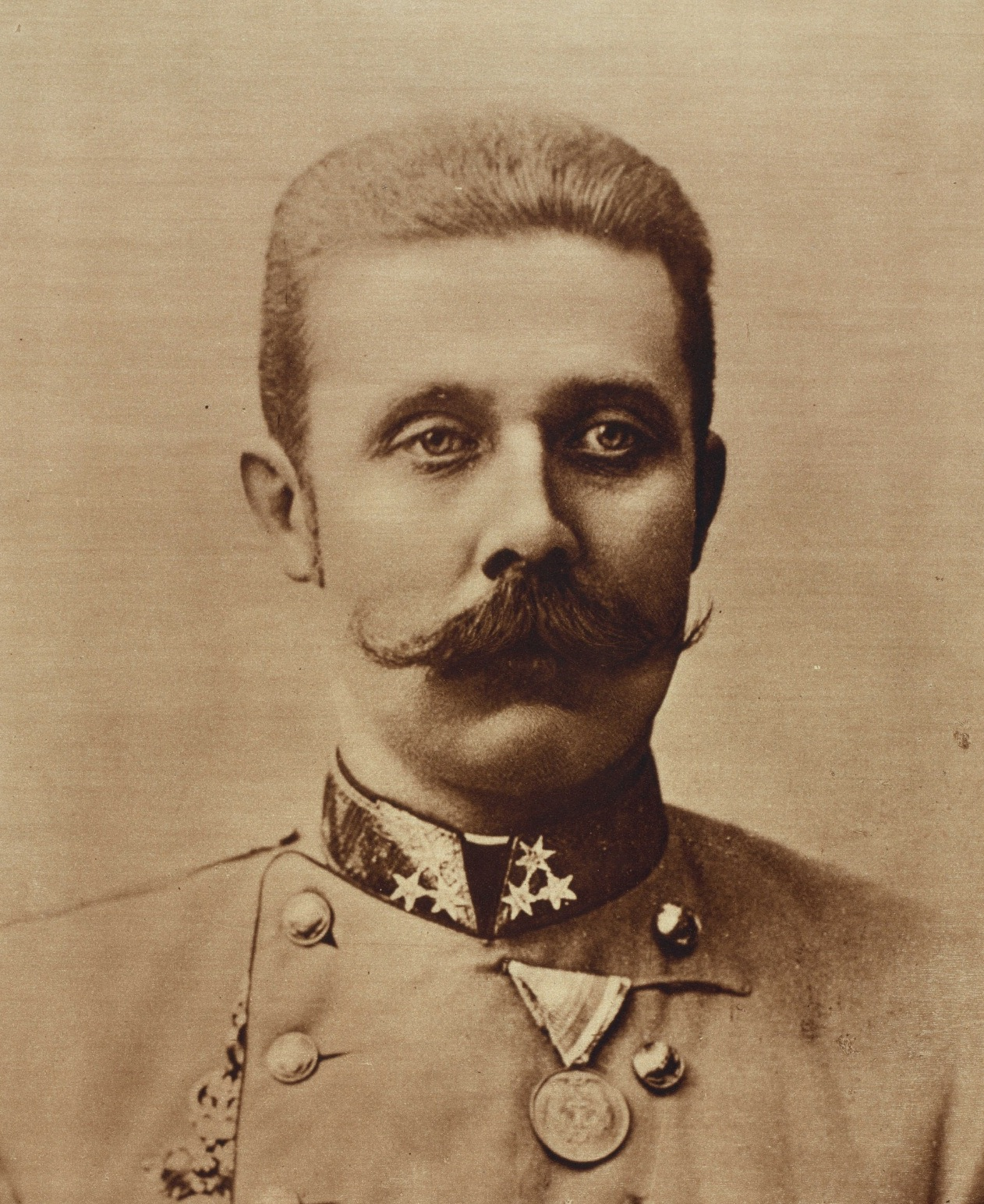
Der Namensgeber des Regiments, Erzherzog Franz Ferdinand K.H.

Das Regiment war ein Kavallerieverband, der 1758 als Dragoner-Regiment Jung-Löwenstein für die kaiserlich-habsburgische Armee errichtet wurde. Aus diesem entwickelte sich im Laufe der Zeit bis hin zur Gemeinsamen Armee das Galizische Ulanenregiment „Erzherzog Franz Ferdinand“ Nr. 7. Als im Jahre 1769 eine Rangliste der Kavallerie-Regimenter erstellt wurde, erhielt der Verband darin die Bezeichnung Cavallerie-Regiment Nr. 18 zugewiesen. Das war jedoch nicht der Name des Regiments, da bis zum Jahre 1798 diese weiterhin nach ihren jeweiligen Regimentsinhabern (die nicht auch der Kommandant sein mussten) benannt wurden. Eine verbindliche Regelung der Schreibweise existierte nicht. (z. B. Regiment Graf Serbelloni oder Regiment Serbelloni.) Mit jedem Inhaberwechsel änderte das betroffene Regiment dann auch seinen Namen.
Nach der Änderung des Systems 1798 galt vorrangig die nummerierte Bezeichnung, die unter Umständen mit dem Namen des Inhabers verbunden werden konnte. Hierbei erfolgte die Umbenennung in Dragoner-Regiment (leichtes) Nr. 4.
Von 1848 bis 1896 führte das Regiment den Namen „Ulanenregiment Erzherzog Carl Ludwig Nr. 7“.
Zur Systematik wurden nachträglich auch folgende Nummerierungen eingeführt: 1758/1 (nach Tessin), Dragonerregiment D VI (nach Bleckwenn).
Im Jahre 1915 wurden alle Ehrennamen der Regimenter ersatzlos gestrichen, es hieß von da an nur noch k.u.k. Ulanenregiment Nr. 7. (Dies ließ sich jedoch im allgemeinen Sprachgebrauch nicht durchsetzen, einerseits weil sich niemand daran hielt, andererseits hatte die sparsame k.u.k. Militäradministratur verfügt, zuerst alle vorhandenen Stempel und Formulare aufzubrauchen.)

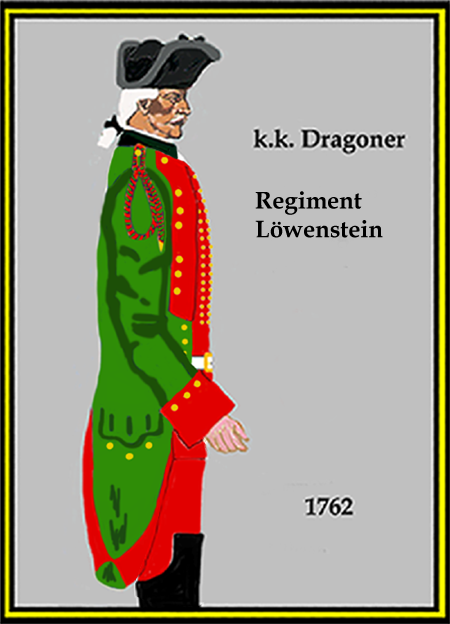
Als Dragoner-Regiment „Löwenstein“ 1759–1781

## Formationsgeschichte
Laut Patent vom 1. Februar 1758 wurde es durch den Feldmarschall-Lieutenant Graf Löwenstein als zweites Inhaber-Regiment in Wien aufgestellt. Das Regiment, welches aus zwölf Kompanien „leichten Dragonern“ bestand, führte daher den Namen „Dragoner-Regiment Jung – Löwenstein“ und war dem Dragoner-Regiment Löwenstein angegliedert. Es hatte jedoch einen eigenen Kommandanten.
- 1759 wurde das Regiment am 14. Januar um weitere acht Kompanien aufgestockt, sodass dieses nunmehr aus zehn Eskadronen zu je zwei Kompanien bestand. Gleichzeitig erfolgte die Umwandlung in ein Chevauxlegers-Regiment (das erste dieser Gattung), wobei es mit Erlass vom 22. März desselben Jahres vom Stamm-Regiment abgetrennt wurde. Es hieß nunmehr Chevauxlegers-Regiment Graf Löwenstein, da das bisherige Dragoner-Regiment Löwenstein an Feldmarschalleutnant Saint Ignon übergegangen war.
- 1761 Festlegung der Verbandstärke auf die eines Dragoner-Regiments (sechs Eskadronen und eine Grenadierkompanie)
- 1785 Aufstellung einer Ulanen-Division unter Verwendung einer Ulanen-Eskadron vom Chevauxlegers-Regiment Jung-Modena. Die zweite Eskadron stellte das Regiment selbst auf.
- 1790/91 wurde diese Ulanen-Division an das neu aufgestellte Ulanen-Regiment (später Nr. 1) abgegeben
- 1798 Umbenennung in Dragoner-Regiment (leichtes) Nr. 4
- 1802 Umbenennung in Chevauxlegers-Regiment Nr. 2. Zuteilung der Majors-Division des aufgelösten Dragoner-Regiments Modena Nr. 5
- 1851 Umwandlung in ein Ulanenregiment mit der Nr. 7
- 1860 wurde die 4. Division aufgelöst und ein Teil der Chargen an das neu aufgestellte Freiwilligen-Ulanen-Regiment (später Ulanenregiment Nr. 13) abgegeben.

## Ergänzungen
- 1781–1809 aus Mähren und Schlesien
- 1809–1857 aus Böhmen
- 1857 aus dem lombardisch-venezianischen Königreich. Mit den Ergänzungsbezirken der Infanterieregimenter Nr. 13 und 45 (Padua, Verona).
- 1860 aus Galizien und zwar bis:
- 1867 aus den Bezirken der Infanterieregimenter Nr. 15 und Nr. 55 (Tarnopol und Brzezany)
- 1867–1873 aus den Bezirken der Infanterieregimenter Nr. 55 und 80 (Brzezany und Zloczów).
- 1873–1889 aus dem Bezirk des Infanterieregiments Nr. 55.
- 1890 wurde das Regiment dem Ergänzungs-Bezirk des XI. Korps (Militär-Territorial-Bezirk Lemberg) zugewiesen.

## Friedensgarnisonen
| I. | II. | III. |
| --- | --- | --- |
| - 1763–1766 Wien - 1768 Neutra - 1773 Tarnopol - 1775–1778 Tarnów - 1779 Gaja, dann Ungarisch Brod - 1789 Moscika - 1792 Sedziszów - 1797 Treviso - 1798 verteilt auf Innerösterreich - 1801–1805 Bassano del Grappa - 1806 Warasdin - 1807 Agram - 1808–1809 Pécsvárad - 1810 Wels und Wien | - 1811–1812 Debreczin - 1814–1815 Nagy-Enyed - 1815 Zóllkiew - 1832 Sárospatak - 1840 Nagy-Tapolcsán - 1841 Troppau - 1846–1848 Krakau - 1849 Raab - 1850 Körmend, Pécsvár, dann Mělník - 1851 Kecskemét - 1852 Fünfkirchen - 1853 Agram, Warasdin, wieder Fünfkirchen - 1854 Jassy | - 1855 Botoșani - 1856 Bukarest - 1857–1859 Zólkiew - 1859 Kolín, nach dem Feldzug Mediasch - 1861 Kronstadt - 1865–1866 Alt-Arad - 1866 St. Georgen - 1868 Wien - 1871 Brzezany - 1881 Nagy-Mihßaly - 1888 Lemberg - 1895 Mosty wielkie - 1907–1914 Stockerau |

## Regiments-Inhaber
- 1759 Feldmarschalleutnant Christian Philipp Fürst von Löwenstein-Wertheim
- 1781 Feldmarschalleutnant Carl Graf Richecourt und Ney
- 1789 Generalmajor Andreas Freiherr von Karaiczay de Vale-Sakam
- 1801 Feldmarschalleutnant Friedrich Franz Xaver von Hohenzollern-Hechingen
- 1844 Feldmarschalleutnant Friedrich Anton von Hohenzollern-Hechingen
- 1848 Oberst Erzherzog Carl Ludwig
- 1897 Generalmajor Erzherzog Franz Ferdinand von Österreich-Este

## Regiments-Kommandanten
| I. | II. | III. |
| --- | --- | --- |
| - 1758 Oberst Jacob Graf Choiseul-Stainville - 1759 Oberst Carl Freiherr Voith von Salzburg - 1765 Oberst Carl Freiherr von Sauer - 1773 Oberst Joseph Graf Fekete de Galantha - 1779 Oberst Joseph Graf Kollonits - 1789 Oberst Achaz Pettenegg - 1791 Oberst Johann Lajos - 1792 Oberst Anton Freiherr von Elsnitz - 1796 Oberst Maxmilian Graf Merveldt - 1796 Oberst Joseph Graf Nimptsch - 1800 Oberst Carl von Provenchéres | - 1806 Oberst Leopold Freiherr von Ludwigsdorff - 1809 Oberst Theophil von Zechmeister - 1810 Oberst Matthias Loederer - 1812 Oberst Karl Freiherr von Scheibler - 1815 Oberst Franz Freiherr von Fichtel - 1828 Oberst Philipp Freiherr von. Bechtold - 1833 Oberst Hannibal Fürst Thurn und Taxis - 1840 Oberst Franz Holtsche - 1848 Oberst Eduard Freiherr Bersina von Siegenthal - 1849 Oberst Gustav Freiherr von Launingen - 1853 Oberst Maxmilian von Krapf | - 1854 Oberst Emerich Prinz Thurn und Taxis - 1859 Oberst Rudolph Freiherr von Berlichingen - 1867 Oberst Dominik Edler von Mainone - 1872 Oberst Heino Freiherr von Oeyenhausen - 1878 Oberst Wilhelm Gradl - 1883 Oberst Julius Freiherr von Boyneburg - 1888 Oberst Franz Czeyda - 1893 Oberst Stephan Ritter Nachodsky von Neudorf - 1899 Oberst Hugo Janoch - 1906 Oberst Ferdinand Ritter von Dondorf - 1910 Oberst Oskar Mold Edler von Mollheim - 1914 Oberst Ernst Primavesi |

## Einsatzgeschichte
Siebenjähriger Krieg
- 1758: sofort nach der Indienststellung wurde das Regiment nach Mähren verlegt und führte dort unter dem Befehl von Oberst Choiseul bei Wisternitz ein Gefecht mit einem preußischen Kavallerieregiment. Es erbeutete dabei zwei silberne Pauken, die ihm als Kriegsbeute zugesprochen wurden und die die Regimentsmusik von da an mitführen durfte. Das Regiment war anschließend noch an den Gefechten bei Holitz und Stolpen sowie an der Schlacht bei Hochkirch beteiligt.
- 1759: Kämpfe in Schlesien mit einem Gefecht bei Liebau und der Teilnahme an der Schlacht bei Kunersdorf.
- 1760: Zur Armee Loudons detachiert, kämpfte das Regiment bei Landeshut und Liegnitz. Scharmützel bei Lüben, wo eine auf Vorposten stehende preußische Eskadron aufgerieben wurde. Im September kämpfte eine Abteilung im Gefecht bei Lindewiese.
- 1761: Zunächst zur Armee in Sachsen kommandiert, später nach Schlesien verlegt. Dort nahm eine Eskadron an der Eroberung von Schweidnitz teil.
- 1762: Im Verbande der Reichsarmee kämpfte das Regiment bei Teplitz und Freiberg und führte einige weitere Scharmützel. Oberst Graf Kinsky wurde nachträglich mit dem Militär-Maria-Theresia-Orden dekoriert, ebenso wurde der Oberstlieutenant von Sauer damit ausgezeichnet.

Bayerischer Erbfolgekrieg
- 1778/79: Zur Hauptarmee in Böhmen detachiert, führten einzelne Abteilungen Gefechte bei Giesshübel und Brüx.

Koalitionskriege
- 1793: Verlegung in die Niederlande. Die Majors-Division führte ein Gefecht bei Herve und konnte dabei 17 Kanonen erbeuten. Abteilungen kämpften in der Schlacht bei Neerwinden (1793), der Eroberung von Camp-César, vor Dünkirchen und Cysoing
- 1794: Kämpfe vor Landrecies, bei Tourcoing, Tornay (Haute-Marne) und in der Schlacht bei Fleurus
- 1795: zwei Eskadronen kämpften im Gefecht bei Millingen-Vreden, das Regiment bei Urdingen, an der Pfrimm und bei Lauterecken, eine Division war bei Meisenheim und eine Eskadron bei der Einnahme von Thalheim eingesetzt.
- 1796: Zur Armee des Erzherzogs Carl detachiert, kämpfte eine Division Schlacht bei Wetzlar, das Regiment dann in der Schlacht bei Amberg und der Schlacht bei Würzburg eingesetzt. Abteilungen kämpften bei Hirschaid, in der Schlacht bei Emmendingen und der Schlacht bei Schliengen, danach verlegte der Verband in die Gegend vor Kehl.
- 1797: Sicherungs- und Patrouillendienste am Oberrhein
- 1799: nach Italien verlegt, führten Abteilungen Gefechte bei Pastrengo-Verona, Magnano und nahmen an der Schlacht an der Trebbia und bei Novi teil. Des Weiteren waren Teile des Regiments an den Gefechten bei Fossano, Centallo, Borgo San Dalmazzo und der Schlacht bei Genola beteiligt.

Regimentskommandant Oberst Graf J. Nimptsch erhielt für vorzügliche Führung seines Verbandes – insbesondere bei Trebbia – den Militär-Maria-Theresia-Orden verliehen.
- 1800: Eine Eskadron nahm im nördlichen Piemont am Gefecht bei Susa teil. In der Schlacht bei Marengo hatte das Regiment starke Verluste. Kämpfe bei Valeggio-Pozzolo.
- 1801: Kämpfe bei Caldiero und Montecchio-Maggiore.
- 1805: Sicherungs- und Patrouillendienste in Südtirol. Eine unter Rittmeister Franz Freiherr von Esch stehende Eskadron führte bei Bozen ein Scharmützel als Teil der Brigade Rohan. Sie geriet später bei Castelfranco mit den übrigen Truppen der Brigade in Gefangenschaft.
- 1809: Zum VIII. Korps in Italien detachiert, kamen zwei Divisionen des Regiments in Tirol zum Einsatz. Die 1. Majors-2. Eskadron befand sich in Dalmatien. Von den in Italien verwendeten Abteilungen kämpfte die Oberst-Division unter Führung des Regimentskommandanten Freiherr von Ludwigsdorff, der schwer verwundet wurde, bei Pordenone bzw. im Avantgardengefecht bei Rorai grande. Die 2. Majors-Division unter Major Lachowski kämpfte mit Auszeichnung bei Sacile. Später vorübergehend als Verstärkung nach Tirol entsandt, wirkten Abteilungen bei Deckung des Rückzuges des Chasteler’schen Korps nach Kärnten mit. Abteilungen kämpften bei St. Veit und Klagenfurt. Mitte Juni vereinigte sich das Regiment mit der Armee des Erzherzogs Johann bei Pápa. Von den in Tirol stehenden Eskadronen kamen Abteilungen an der Laditscher Brücke und bei Volano zum Einsatz, später in Nord-Tirol, kämpfte eine halbe Eskadron bei Deckung des Rückzugs nach der Niederlage im Gefecht bei Wörgl. Eine Abteilung des Regiments kämpfte am 28. Mai in der Schlacht am Bergisel. Nach dem Abzug des Korps Chasteler blieb eine Eskadron in Südtirol und war an den wiederholten Kämpfen um Trient beteiligt. Eine Eskadron unter Rittmeister Banizza führte einen gelungenen Streifzug nach der Gegend von Belluno durch. Von den in Nord-Tirol verwendeten Abteilungen war ein Zug unter Oberlieutenant Altmann an dem Gefecht bei Murnau beteiligt, wobei es ihnen gelang, die Landesschützen-Kolonne des Majors Martin Teimer vor der Vernichtung zu bewahren. Ein in Vorarlberg sich befindliches Detachement unter Rittmeister Freiherr von Esch endlich, dem sich eine Abteilung Jäger angeschlossen hatte, geriet bei dem Versuch, sich durch Bayern nach Böhmen durchzuschlagen, bei Neumarkt in der Oberpfalz in Gefangenschaft. Rittmeister P. Chevalier Martyn und Oberlieutenant Altmann wurden mit dem Ritterkreuz des Militär-Maria-Theresia-Ordens, Regimentsinhaber Feldmarschalleutnant Prinz Hohenzollern mit dem Kommandeurskreuz des Militär-Maria-Theresia-Orden ausgezeichnet.

Feldzug nach Russland
- 1812: Im Auxiliar-Korps Schwarzenberg, kämpfte das Regiment bei Podubnie, Divin, Rudnja und in weiteren Gefechten.

Befreiungskriege
- 1813: Drei Divisionen kämpften mit der Hauptarmee bei Dresden, später wurde eine Division unter Oberstlieutenant Gasser dem Korps des russischen Generalleutnant Thielemann zugeteilt und kämpfte bei Merseburg, Altenburg und bei der Einnahme von Zeitz. Zwei Divisionen nahmen an den Gefechten bei Chemnitz, Penning und an der Flöha teil. Diese waren ebenfalls am Gefecht bei Liebertwolk und der Völkerschlacht bei Leipzig beteiligt (Am 18. Oktober als Geschützbedeckung kommandiert). Später zur Einschließung von Dresden abgestellt, verlegte das Regiment schließlich nach Italien, wo es 1814 am Mincio Streifen- und Patrouillendienste verrichtete.

Herrschaft der Hundert Tage
- 1815: Das Regiment wurde erst im Juli zu dem in Böhmen gebildeten Reservekorps kommandiert, kam aber nicht mehr zum Einsatz.

Revolution von 1848/1849 im Kaisertum Österreich
- 1848: Einige Abteilungen waren an der Unterdrückung des Aufstandes in Krakau beteiligt. Im Oktober wurde die Oberstlieutenants-Division in der Armee des Feldmarschall Fürst Windisch-Graetz bei der Unterwerfung von Wien eingesetzt und rückte dann in der Brigade Wyss des II. Korps nach Ungarn aus. Die 1. Majors-Division kämpfte im Korps Simunich in den Gefechten bei Kosztolna und Jablonitz sowie der Belagerung und Einnahme von Tyrnau. Ein Detachement der Oberst-1. Eskadron rückte in der Kolonne Frischeisen im Waagtal vor (die übrigen Abteilungen verblieben zunächst in Galizien).
- 1849: kämpfte die Oberstlieutenants-Division bei Ipoly-Ságh, Schemnitz, Waitzen und Nagy-Sarló, an den beiden letzteren Gefechten war auch das Detachement der Oberst-1. Eskadron beteiligte. Die 1. Majors-Division unternahm einen Streifzug in das obere Waagtal und beteiligte sich danach an der Belagerung von Komorn und von Leopoldstadt. Im Sommerfeldzug stand das Regiment, nachdem auch die übrigen Abteilungen teils in der Kolonne Vogl, teils in der des Generals Barcó auf den Kriegsschauplatz kommandiert worden waren, nunmehr vereinigt in der Brigade Benedek des IV. Korps und kämpfte bei Raab, Komorn (2. und 11. Juli), bei Szőreg und Temesvár. Bei der weiteren Verfolgung des Gegners wurden sechs Eskadronen in das Marostal entsandt und erbeuteten dort große Proviant- und Munitionsvorräte sowie eine bedeutende Anzahl von Geschützen.

Deutscher Krieg
- 1866: Das Regiment war anfänglich der 3. Reserve-Kavallerie-Division zugeteilt und innerhalb der Brigade Rothkirch zur Deckung der Bahnlinie Wildenschwert–Böhmisch Trübau kommandiert. Später kam das Regiment als Besatzung nach Olmütz, nur kleinere Abteilungen führten unbedeutende Patrouillen-Gefechte.

Erster Weltkrieg
Im Ersten Weltkrieg kämpften die Ulanen zunächst kavalleristisch auf allen Kriegsschauplätzen im Osten und Südosten. (Ob sie hierbei im geschlossenen Regimentsverband oder Eskadronsweise aufgeteilt als Divisionskavallerie eingesetzt waren, ist gegenwärtig nicht bekannt.) Wie alle Kavallerie-Regimenter wurde auch dieses letztendlich infanteristisch verwendet.

## Verbleib
Kurz vor Kriegsende folgte die Masse der ruthenischen und polnischen Soldaten dem Aufruf ihrer Interimsregierung, die Kampfhandlungen einzustellen und in ihre Heimat zurückzukehren. Somit war der Verband seinem bisherigen Oberkommando, dem k.u.k. Kriegsministerium entzogen und konnte von diesem nicht demobilisiert und allenfalls theoretisch aufgelöst werden. Ob, wann und wo eine solche Auflösung stattgefunden hat, ist gegenwärtig nicht bekannt.

## Status und Verbandszugehörigkeit Juli 1914
- II. Korps – 3. Kavallerie Truppendivision – 10. Kavalleriebrigade
- Nationalitäten: 72 % Ruthenen – 22 % Polen – 6 % Verschiedene
- Regimentssprache: Ruthenisch

## Adjustierung
- 1758: Dragoner-Regiment: grüner Rock, rote Aufschläge, weiße Hosen, weiße Knöpfe
- 1759: Chevauxlegers-Regiment: grüner Rock, ponceaurote Egalisierung
- 1765: grasgrüner Rock, ponceaurote Egalisierung, gelbe Knöpfe
- 1798: Dragoner-Regiment Nr. 4: dunkelgrüner Rock, scharlachrote Egalisierung, weiße Knöpfe
- 1802: Chevauxlegers-Regiment Nr. 2: weißer Rock, dunkelgrüne Egalisierung, gelbe Knöpfe
- 1806: dunkelgrüner Rock, scharlachrote Egalisierung, weiße Knöpfe
- 1851: Ulanen Regiment Nr. 7: dunkelgrüne Czapka, dunkelgrüne Ulanka und Pantalons, scharlachrote Egalisierung, weiße Knöpfe
- 1865: grüne Tatarka, lichtblaue Ulanka und Hosen, krapprote Egalisierung, weiße Knöpfe
- 1868: dunkelgrüne Tatarka, lichtblaue Ulanka, krapprote Egalisierung und Stiefelhosen, weiße Knöpfe
- 1876: dunkelgrüne Czapka, lichtblaue Ulanka, krapprote Egalisierung und Stiefelhosen, weiße Knöpfe

## Gliederung
Ein Regiment bestand in der Österreichisch-Ungarischen Kavallerie in der Regel ursprünglich aus drei bis vier (in der Ausnahme auch mehr) Division. (Mit Division wurde hier ein Verband in Bataillonsstärke bezeichnet. Die richtige Division wurde Infanterie- oder Kavallerie-Truppendivision genannt.) Jede Division hatte drei Eskadronen, deren jede wiederum aus zwei Kompanien bestand. Die Anzahl der Reiter in den einzelnen Teileinheiten schwankte, lag jedoch normalerweise bei etwa 80 Reitern je Kompanie.
(Bei der, durch Kaiser Joseph II. begonnenen Heeresreform war allerdings die Kompaniegliederung innerhalb der Kavallerie bereits aufgegeben worden.)
Die einzelnen Divisionen wurden nach ihren formalen Führern benannt:
- die 1. Division war die Oberst-Division
- die 2. Division war die Oberstlieutenant (Oberstleutnant)-Division
- die 3. Division war die Majors-Division
- die 4. Division war die 2. Majors-Division
- die 5. Division (falls vorhanden) wurde 3. Majors-Division genannt

Im Zuge der Heeresreform wurden die Kavallerie-Regimenter ab 1860 auf zunächst drei und dann auf zwei Divisionen reduziert.
Bedingt durch die ständige Umbenennung sind die Regimentsgeschichten der österreichisch-ungarischen Kavallerie nur sehr schwer zu verfolgen. Hinzu kommt die ständige und dem Anschein nach willkürliche, zu Teil mehrfache Umklassifizierung der Verbände. (Zum Beispiel: K.u.k. Dragonerregiment „Fürst zu Windisch-Graetz“ Nr. 14)